# Ліндон Віктор
Ліндон Віктор (англ. Lindon Victor, нар. 28 лютого 1993) — гренадський легкоатлет, який спеціалізується в багатоборстві.

## Спортивні досягнення
Бронзовий олімпійський призер з десятиборства (2024).
Бронзовий призер чемпіонату світу з десятиборства (2023).
Дворазовий чемпіон Ігор Співдружності у десятиборстві (2018, 2022).
Срібний призер змагань з десятиборства на Панамериканських іграх (2019).
Учасник двох олімпійських змагань десятиборців — 7-е місце на Іграх-2021 та 16-е місце на Іграх-2016.
Посів 5-е місце у десятиборстві на чемпіонаті світу (2022).
Посів 8-е місце у семиборстві на чемпіонаті світу в приміщенні (2022).
Рекордсмен Гренади з десятиборства та семиборства у приміщенні.